# 賴廷羅克鎮區 (北達科他州迪瓦德縣)
賴廷羅克鎮區（英語：Writing Rock Township）是位於美國北達科他州迪瓦德縣的一個鎮區。

## 地方資料
賴廷羅克鎮區的面積為93.60平方千米，當中陸地面積為90.98平方千米，而水域面積為2.62平方千米。根據2020年美國人口普查的數據，當地共有人口4人，而人口密度為每平方千米0.04人。